# 冬凌草
冬凌草又名冰凌草為药用植物，為唇形科香菜属碎米桠变种，多年生草本植物，阳性耐阴植物，略喜阴，抗寒性强；一般高30~130厘米，叶对生，叶片皱缩，呈带棱的卵圆形。8~10月开花，9~11月结果。因冬季植株叶片凝结成薄入蝉翼的冰晶片而得名。具有清热解毒，消炎止痛，活血功效。药用成分为挥发油和二萜类、冬凌夏草甲素、乙素、丙素、丁素、戊素、辛素以及α-香树脂醇。中药用以治疗咽喉肿痛、感冒、头痛、炎症。
有部分中医院会采用以冬凌草为主要成分的药物配合消炎药治疗急慢性扁桃体炎。